# Middle Village
Middle Village is een plaats (census-designated place) in de Amerikaanse staat Wisconsin, en valt bestuurlijk gezien onder Menominee County en Shawano County.

## Demografie
Bij de volkstelling in 2000 werd het aantal inwoners vastgesteld op 351.

## Geografie
Volgens het United States Census Bureau beslaat de plaats een oppervlakte van 18,0 km², geheel bestaande uit land.

## Plaatsen in de nabije omgeving
De onderstaande figuur toont nabijgelegen plaatsen in een straal van 16 km rond Middle Village.